# Otto Krieger
Otto Krieger (* 12. Juni 1880 in Hamburg; † 18. Oktober 1968 ebenda) war ein deutscher Lehrer, Biologe, Sexualpädagoge und Schriftsteller.
Krieger war langjähriger Leiter des Hamburger Schulmuseums Der gesunde Mensch; außerdem war er langjährig freier redaktioneller Mitarbeiter beim Schulfunk des NDR in Hamburg.
Sein Buch "Klarheit" (Erstausgabe 1954) war das erste deutsche sexualkundliche Aufklärungswerk, unterrichtsbegleitend, speziell für Schüler.

## Bücher
- Wie ernährt sich die Pflanze, Hamburg 1913, Verlag Quelle und Meyer, Leipzig.
- Das Hamburger Schulmuseum : DER GESUNDE MENSCH Rückschau auf 25 Jahre (1930–1955) Hamburger Schulmuseum : Der gesunde Mensch, 1955, Verlag der Gesellschaft der Freunde des vaterländischen Schul- und Erziehungswesens in Hamburg.
- Klarheit! Gespräche mit Jungen und Mädchen über die Geschlechtlichkeit, 1954, 1963, 1967, Verlag der Gesellschaft der Freunde des vaterländischen Schul- und Erziehungswesens in Hamburg.

## Theaterstücke für die Schulbühne
- Zwerg Nase, 1937, aus der Reihe Die Schul- und Jugendbühne, Quickborn Verlag, Hamburg.
- Der treue Johannes, 1952, aus der Reihe Die Schul- und Jugendbühne, Quickborn Verlag, Hamburg.
- Die Kinder von Hinterwalden, 1957, aus der Reihe Die Schul- und Jugendbühne, Quickborn Verlag, Hamburg.

| Personendaten    | Personendaten                                      |
| ---------------- | -------------------------------------------------- |
| NAME             | Krieger, Otto                                      |
| KURZBESCHREIBUNG | Lehrer, Biologe, Sexualpädagoge und Schriftsteller |
| GEBURTSDATUM     | 12. Juni 1880                                      |
| GEBURTSORT       | Hamburg                                            |
| STERBEDATUM      | 18. Oktober 1968                                   |
| STERBEORT        | Hamburg                                            |